# Cataulacus ebrardi
Cataulacus ebrardi es una especie de hormiga del género Cataulacus, tribu Crematogastrini, familia Formicidae. Fue descrita científicamente por Forel en 1886.
Se distribuye por Madagascar y Mayotte. Se ha encontrado a elevaciones de hasta 1550 metros. Habita en matorrales espinosos, selvas tropicales, bosques húmedos y en zonas urabanas.